# Аннан, Энтони
Э́нтони А́ннан (англ. Anthony Annan; 21 июля 1986, Аккра) — ганский футболист, опорный полузащитник. 
По некоторым данным является родственником Кофи Аннана, однако представитель Кофи Аннана опровергал это.

## Карьера

### Клубная
Футбольную карьеру Аннан начал в клубе «Секонди Хасаакас», затем два года провёл в сильнейшем ганском клубе «Хартс оф Оук». В 20 лет переехал в Норвегию, где выступал за клубы «Старт», «Стабек» и «Русенборг», при этом дважды завоевав звание чемпиона Норвегии. В 2010 году был признан лучшим полузащитником чемпионата Норвегии (премия Kniksen).
[28 января 2011 года Аннан перешёл в «Шальке 04». В августе 2011 года он был арендован нидерландским «Витессом» на один год. В 2011 году Аннаном интересовался московский «Спартак».
23 августа 2012 года Аннан отправился в аренду сроком на один год в «Осасуну».

### Национальная
В национальной сборной Аннан дебютировал 27 марта 2007 года в матче со сборной Бразилии, всего же в составе сборной провёл более 60 игр и забил 2 гола. Аннан был в составе Ганы на четырёх подряд Кубках африканских наций (2008, 2010, 2012 и 2013) и на чемпионате мира 2010 года в ЮАР.

## Достижения
- Чемпион Норвегии (2): 2008, 2009
- Серебро Кубка африканских наций: 2010
- Бронза Кубка африканских наций: 2008
- Обладатель Суперкубка Германии: 2011